# 厚唇角盘兰
厚唇角盘兰（学名：Herminium carnosilabre）为兰科角盘兰属下的一个种。

## 扩展阅读
維基物種上的相關：厚唇角盘兰